# 삼청

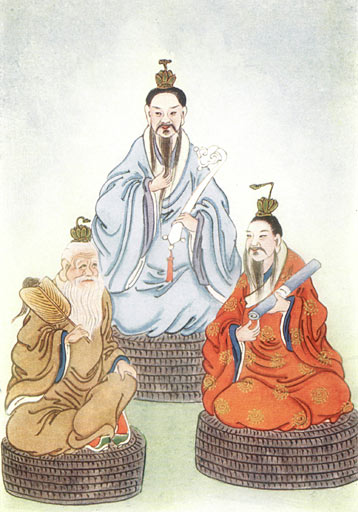

삼청(三清, 영어: Three Pure Ones, Three Pure Pellucid Ones, Three Pristine Ones, Three Divine Teachers, Three Clarities, Three Purities)은 하나인 도(道)의 다른 모습인 옥청(玉清), 상청(上清), 태청(太清)을 가리킨다. 삼청은 도교의 천존(天尊) 즉 최고신이다. 옥청은 원시천존(元始天尊), 상청은 영보천존(靈寶天尊) 또는 태상도군(太上道君), 태청은 도덕천존(道德天尊) 또는 태상노군(太上老君)이라 불린다.
삼청은 도교의 우주관에 연유한 사상이다. 이 교의에 따르면 처음에 일기(一氣)가 있었는데 이것이 삼기(三氣)로 나뉘고 삼천(三天)이 되었다. 일기가 대라천(大羅天)이고 삼기는 청미천(淸微天) · 우여천(禹餘天) · 대적천(大赤天)인데 이것이 또한 삼청(三淸)이고 삼경(三境)이다. 하나인 도(道)가 세 신 또는 신선 또는 하늘로 나타나는 것을 일기화삼청(一炁化三清: 하나의 기운이 세 가지 맑음으로 나타나다)이라고 한다.

## 삼청의 호칭
- 삼청 (三清 · Three Pure Ones)
  - 원시천존 (元始天尊)
태초의 시작으로서의 우주적인 존재
  - 영보천존 (靈寶天尊)
영험한 보석으로서의 우주적인 존재
  - 태상노군 (太上老君)
도과 덕으로서의 우주적인 존재

## 한국의 삼청 신앙
《삼국사기》 제20권에 따르면 고구려 영류왕(榮留王)은 즉위 7년(624)에 당나라의 도사(道士)를 맞이하여 노자의 도법을 강론하게 하고 천존상을 봉안했는헤 왕과 나라 안 사람들 수천 명이 청강했다.
당시의 도교는 무엇보다도 천존상을 중시하였음을 알 수 있는데, 천존이라 하면 최고신으로서의 원시천존을 뜻한다. 이 천존은 최고의 천(天)인 대라천(大羅天)에 속하는 최고 존재이고 우주를 지배하는 자로서 그 아래에 36천을 각기 지배하는 지배자들을 거느리고 있다. 따라서 강론했다는 도법은 도교의 우주관의 설명이었던 것으로 여겨진다. 즉, 우주의 성립과, 하늘과 땅 사이에 있는 만물의 근원이 되는 도(道)의 발생과 그 전개, 대라천 이하 36개 천계의 종류와 이름과 그 모양, 그리고 천계에 있는 신들이나 선인(仙人), 지옥의 모습, 북두칠성과 북극성 등의 도교 교학에 속하는 부문에 관해 강의했던 것으로 보인다.
조선 시대에서는 개성에 대청관을 세우고 한성에 천도하여 소격전(昭格殿)을 두어 삼청(三淸)의 초재를 올렸다.

## 같이 보기
- 삼위일체
- 트리무르티
- 트리데비

## 참고 문헌
- 이 문서에는 다음커뮤니케이션(현 카카오)에서 GFDL 또는 CC-SA 라이선스로 배포한 글로벌 세계대백과사전의 내용을 기초로 작성된 글이 포함되어 있습니다.